# 夕雲型駆逐艦
夕雲型駆逐艦（ゆうぐもかたくちくかん）は、大日本帝国海軍の一等駆逐艦の艦級である。同形艦19隻。陽炎型駆逐艦の改良型で、同型と本型を合わせて甲型駆逐艦とも呼ばれる。

## 概要
日本海軍は1939年（昭和14年）に昭和十四年度海軍軍備充実計画（通称④計画）を策定、その中で駆逐艦（甲）18隻の予算が成立した。うち最初の4隻（第112号艦から第115号艦）は③計画（1937年計画）に引き続き陽炎型として建造されたが、陽炎型は当初、計画速力の35ノットに達せず、船体を延長した改良型を第116号艦（後の「夕雲」）から建造する。艦艇類別等級表でも別型とし、これを夕雲型とした。この計画では上記陽炎型4隻の他に夕雲型11隻、島風型1隻（残り2隻は建造せず）が建造された。
当初1941年（昭和16年）に策定された軍備充実計画（通称⑤計画）では、夕雲型に続く次世代型の甲型駆逐艦として島風型駆逐艦16隻を建造する予定であった。しかし、対米戦の軍備が急速に必要だったことから、同年に策定された戦時急造の計画（通称マル急計画）では夕雲型16隻が追加で計画され、変更がなければ島風型16隻と夕雲型16隻の追加建造となるはずだった。
太平洋戦争開戦後、戦局の変化を受け1942年（昭和17年）に⑤計画を改定して策定された戦時艦船建造補充計画（通称改⑤計画）では、島風型ではなく夕雲型16隻に計画変更されてマル急計画分を合わせて24隻を建造する予定だった。しかし、戦局の悪化に伴いマル急計画分の内8隻（第348号艦〜第355号艦）と改⑤計画分16隻は建造中止となり、最終的に夕雲型は④計画分の11隻とマル急計画分の内8隻（第340号艦〜第347号艦）に当たる19隻が建造された。また甲型駆逐艦である夕雲型は1943年以降起工されず、代わりに乙型駆逐艦に当たる秋月型駆逐艦と丁型駆逐艦に当たる松型駆逐艦が優先して建造された。
1番艦である「夕雲」の竣工が1941年（昭和16年）12月5日、最終艦の「清霜」の竣工が1944年5月15日であった。しかし、竣工後は前線の損耗補充として訓練もままならないまま実戦投入された艦が多く、坊ノ岬沖海戦に参加した「朝霜」を最後に全て戦没した。

## 甲型駆逐艦
④計画以降、予算などでは艦隊型駆逐艦を駆逐艦（甲）として陽炎型と夕雲型に区別は無い。
また、太平洋戦争末期に松型駆逐艦の低速、雷装4射線では満足せず、軍令部や艦政本部内の新しい駆逐艦案として「速力33ノット、主砲を高角砲とし、8射線以上の雷装を持ち、急速建造に適する艦型」が浮上した。だが、私案の域を出ず計画を具体化すること無く終わったという。この艦型も甲型と呼ばれる。

## 艦型
基本計画番号F50（陽炎型はF49）。艦型は陽炎型駆逐艦とほとんど同じだが、若干の変更がされた。艦の殆どが太平洋戦争中の竣工であり、順次戦訓による改正が行われている。なお約半数の艦で写真が見つかっておらず、改正の状況が推定となる艦もある。

### 船体
陽炎型駆逐艦では最初の公試運転で速力が計画の35ノットに達しないために船体形状（船体抵抗）の問題が疑われ、夕雲型は艦尾を延長した。速力の問題は種々の推進器形状を試し、推進効率の良い推進器が見つかったために陽炎型各艦は速力35ノットを超えることが出来るようになった。夕雲型では船体の延長で後甲板が広くなり、後部の艤装が楽になったという。
なお「一般計画要領書」(戦後複写版)では全長119.03mとしているが、公式図面では全長119.30mとなっている。

### 艦橋
陽炎型との外観上の違いとして艦橋構造物壁面の傾斜があげられる。陽炎型は羅針艦橋下の艦橋構造壁面が垂直であるのに対し、夕雲型の壁面は前面と後面が広がった末広がりの形状をしている。また艦橋前端の位置は陽炎型と同じだが、後端は基部が後方へ（約1.5m）移動し内部容積が増大した。内部の廊室には昇降口が2箇所（陽炎型は1箇所）設けられ、上りと下りを分けて使用できるようになった。
「秋雲」が陽炎型と断定された決定的な証拠は、艦橋部分が写っていた集合写真であった。
初期の艦は22号電探を装備した際に信号所下に甲板室を設けて張り出しのある状態になり、中期竣工の艦（早波、浜波）は甲板室を増設した状態で完成した。後期の艦は艦橋構造後壁を垂直にして内部容積を増やし、艦橋内に電探室を設置、張り出しは無くなった。
またトップに搭載した3m測距儀のカバーが「早波」「浜波」(1943年7月、10月竣工）では拡大されている（以降の竣工艦も同様、写真の無い艦も同様と思われる）。
「沖波」の場合、羅針艦橋の前面、側面と天蓋に防弾鋼板が装着された。他艦も同様と思われる。

### マスト
前部マストは陽炎型より艦橋が後方に拡大したことに合わせて、若干後方へ移動している。22号電探装備(後述)の際に形状が変更された。
後部マスト（三脚柱）は「巻雲」「風雲」（1942年3月竣工）が陽炎型と位置、形状共に同じ（「夕雲」も同様と推定）。位置は後部の支柱がスキッドビームの位置で主柱はその前方にあり、横桁は1本棒のものだった。「長波」（1942年6月竣工）は前部の主柱がスキッドビームの位置まで後退し、横桁は下部に支柱がある4方に延びる形状に変更された。以降竣工の艦も同様（資料のない艦は推定）となる。

### 機関
陽炎型から機関に変更は無い。発電機が陽炎型の直流から夕雲型は交流となった。

### 主砲
主砲は陽炎型まで搭載していたC型砲ではなく新たにD型砲を搭載した。主砲用測距儀も3m測距儀（陽炎型）から3m高角測距儀に変更、射撃用方位盤は九四式方位盤照準装置を搭載した。対空射撃に必要な2式距離苗頭盤も夕雲型から装備した。主砲の発射速度は八九式12.7センチ連装高角砲と比較しても圧倒的に遅く、対空戦闘能力は低かった。
1番砲の位置は陽炎型から若干後退している。

### 機銃
機銃に関しては、当初は25mm連装機銃2基のみだったが、大戦後半に竣工した艦ほど対空機銃が増備されている。最終艦の「清霜」（1944年5月竣工）の場合、艦橋前に機銃座を設け25ミリ連装1基、第一煙突後ろにも機銃座を設け25ミリ3連装2基を装備、第2煙突前の機銃座は面積を拡大して3連装2基（計画は連装2基）を搭載して合計25ミリ3連装4基、同連装1基となった。その後は単装機銃が増備された。
1943年以降、陽炎型以前の艦では2番砲を撤去し、その跡に3連装機銃を1基（初春型及び白露型）もしくは2基（吹雪型、朝潮型、及び陽炎型）設置したが、夕雲型はその種の訓令工事の対象から外れており、レイテ沖海戦前および戦没直前に撮影された「長波」、戦没直前に撮影された「朝霜」、戦没後にマニラ湾で撮影された「沖波」など、昭和19年下半期以後に撮影された夕雲型諸艦のいずれの写真でもこの工事が行われていないことが判明している。

### 魚雷
陽炎型と同じ九二式四型61cm4連装発射管2基を装備、装備位置も変わらない。酸素魚雷も陽炎型と同様に搭載し、ルンガ沖夜戦などでその威力を示した。

### レーダー
初期の艦はまだレーダーを搭載していない。例えば1942年(昭和17年)竣工の「巻雲」「風雲」「長波」では竣工時の写真から装備していないことが確認出来る。22号電探の装備は1943年（昭和18年）後半からで、夕雲型は前部マストを改造してその中段に22号電探を装備した。1943年7月竣工の「早波」には竣工時からの装備が写真から確認される。竣工時搭載していなかった艦も同様の改装を行い、搭載したと推定される。
「あ号作戦」時（1944年6月）には多くの艦が後部マストに13号電探を装備した。
その他、「沖波」の場合はE27逆探アンテナが羅針艦橋前面と前部マストに装備された。他艦も同様と思われる。

## 同型艦
建造所は舞鶴海軍工廠、藤永田造船所、浦賀船渠の3箇所に絞られた。
| 艦名                      | 仮称      | 建造所       | 竣工          | 最期                                                                 |
| ------------------------- | --------- | ------------ | ------------- | -------------------------------------------------------------------- |
| 夕雲（ゆうぐも/ゆふぐも） | 第116号艦 | 舞鶴海軍工廠 | 1941年12月5日 | 1943年10月6日、第二次ベララベラ海戦において戦没                      |
| 巻雲（まきぐも）          | 第117号艦 | 藤永田造船所 | 1942年3月14日 | 1943年2月1日、第一次ガダルカナル島撤収作戦において行動不能となり処分 |
| 風雲（かざぐも）          | 第118号艦 | 浦賀船渠     | 1942年3月28日 | 1944年6月8日、ダバオ湾口で戦没                                       |
| 長波（ながなみ）          | 第119号艦 | 藤永田造船所 | 1942年6月30日 | 1944年11月11日、第三次多号作戦においてオルモック湾で戦没             |
| 巻波（まきなみ）          | 第120号艦 | 舞鶴海軍工廠 | 1942年8月18日 | 1943年11月25日、セント・ジョージ岬沖海戦において戦没                 |
| 高波（たかなみ）          | 第121号艦 | 浦賀船渠     | 1942年8月31日 | 1942年11月30日、ルンガ沖夜戦において戦没                             |
| 大波（おおなみ/おほなみ） | 第122号艦 | 藤永田造船所 | 1942年3月28日 | 1943年11月25日、セント・ジョージ岬沖海戦において戦没                 |
| 清波（きよなみ）          | 第123号艦 | 浦賀船渠     | 1943年1月25日 | 1943年7月20日、コロンバンガラ輸送作戦において戦没                    |
| 玉波（たまなみ）          | 第124号艦 | 浦賀船渠     | 1943年4月30日 | 1944年7月7日、マニラ湾沖で戦没                                       |
| 涼波（すずなみ）          | 第126号艦 | 浦賀船渠     | 1943年7月27日 | 1943年11月11日、ラバウル港沖で戦没                                   |
| 藤波（ふじなみ/ふぢなみ） | 第127号艦 | 藤永田造船所 | 1943年7月31日 | 1944年10月27日、レイテ沖海戦において戦没                             |

| 艦名                  | 仮称      | 建造所       | 竣工           | 最期                                           |
| --------------------- | --------- | ------------ | -------------- | ---------------------------------------------- |
| 早波（はやなみ）      | 第340号艦 | 舞鶴海軍工廠 | 1943年7月31日  | 1944年6月7日、タウィタウィ島沖で戦没           |
| 浜波/濱波（はまなみ） | 第341号艦 | 舞鶴海軍工廠 | 1943年10月15日 | 1944年11月11日、第三次多号作戦において大破放棄 |
| 沖波（おきなみ）      | 第342号艦 | 舞鶴海軍工廠 | 1943年12月10日 | 1944年11月13日、マニラ湾にて大破着底           |
| 岸波（きしなみ）      | 第343号艦 | 浦賀船渠     | 1943年12月3日  | 1944年12月4日、パラワン島沖にて戦没            |
| 朝霜（あさしも）      | 第344号艦 | 藤永田造船所 | 1943年11月27日 | 1945年4月7日、東シナ海にて戦没と推測           |
| 早霜（はやしも）      | 第345号艦 | 舞鶴海軍工廠 | 1944年2月20日  | 1944年10月27日、レイテ沖海戦において大破放棄   |
| 秋霜（あきしも）      | 第346号艦 | 藤永田造船所 | 1944年3月11日  | 1944年11月13日、マニラ湾にて大破着底           |
| 清霜（きよしも）      | 第347号艦 | 浦賀船渠     | 1944年5月15日  | 1944年12月26日、サンホセ突入作戦において戦没   |

## 建造中止艦
④計画における計画艦
- 仮称艦名：第128号艦、第129号艦[65]
- 双方共に大和型戦艦2隻（信濃と111号艦）の建造予算調達の為に計上された艦であり、実際の建造予定は無かった[66]。

戦時建造計画（昭和16年度、マル急計画）における計画艦
- 仮称艦名: 第348号艦、第349号艦、第350号艦、第351号艦、第352号艦、第353号艦、第354号艦、第355号艦[26]
- 予定艦名: 妙風（たえかぜ／たへかぜ）、清風（きよかぜ）、村風（むらかぜ）、里風（さとかぜ）、
山霧（やまぎり）、海霧（うみぎり）、谷霧（たにぎり）、川霧（かわぎり／かはぎり）

改⑤計画における計画艦
- 仮称艦名: 第5041号艦、第5042号艦、第5043号艦、第5044号艦、第5045号艦、第5046号艦、第5047号艦、第5048号艦[25]
- 予定艦名: 山雨（やまさめ）、秋雨（あきさめ）、夏雨（なつさめ）、早雨（はやさめ）、
高潮（たかしお／たかしほ）、秋潮（あきしお／あきしほ）、春潮（はるしお／はるしほ）、若潮（わかしお／わかしほ）

## 駆逐隊の変遷
夕雲型は戦時中に建造されたため、戦没と新造艦の編入が錯綜し、フル編成が完結する機会は少ない。「高波」や「玉波」のように単艦での行動も多い一方、主力部隊である第二艦隊第二水雷戦隊と第三艦隊第十戦隊での活動がほとんどを占め、主力駆逐艦らしい戦歴を重ねている。

### 第十駆逐隊
横須賀鎮守府籍の夕雲型駆逐艦「夕雲」「巻雲」「風雲」と陽炎型駆逐艦「秋雲」で編成。1939年（昭和14年）11月15日付で解隊した吹雪型駆逐艦3隻からなる先代に続く四代目の第十駆逐隊である。終始第十戦隊に属して機動部隊の直衛をもくろんだが、南太平洋海戦以降は機動部隊と分離して外南洋の水雷戦に臨んだ。風雲以外の同型艦は外南洋で失われ、代わりに朝潮型駆逐艦「朝雲」が加わって2隻体制で隊を維持したが、風雲の戦没を機に解散した。
1942年（昭和17年）3月14日：「巻雲」が竣工。「夕雲」と合わせ編成される。
1942年（昭和17年）3月28日：竣工した「風雲」を編入。
1942年（昭和17年）4月10日：第一航空艦隊・第十戦隊所属。第五航空戦隊より「秋雲」を編入。
1942年（昭和17年）7月14日：第十戦隊は第三艦隊に転籍。
1943年（昭和18年）2月1日：ケ号作戦で「巻雲」が触雷、航行不能のため雷撃処分となり3月1日に除籍。
1943年（昭和18年）10月6日：第二次ベララベラ海戦で「夕雲」が戦没、12月1日に除籍。
1943年（昭和18年）10月31日：第九駆逐隊より「朝雲」を編入。
1944年（昭和19年）4月11日：インドネシアで「秋雲」が戦没、6月10日に除籍。
1944年（昭和19年）6月8日：ダバオ湾で「風雲」が戦没、7月10日に除籍。
1944年（昭和19年）7月10日：解隊。朝雲は第四駆逐隊（野分、満潮、山雲）に転出。以後は第四駆逐隊の項に譲る。

### 第三十一駆逐隊
横須賀鎮守府籍と舞鶴鎮守府籍の夕雲型で編成された。1922年（大正11年）12月1日に神風型駆逐艦 (初代)4隻からなる先代が佐世保鎮守府第三十駆逐隊に転出した後に続く、二代目の第三十一駆逐隊である。当初より第二艦隊第二水雷戦隊に属し、外南洋で活動した。そのため消耗も激しく、4隻フル編成が維持できたのは半年にも満たない。1944年（昭和19年）より、第十一水雷戦隊での練成を終えた後期型3隻を補充して隊は維持され、レイテ沖海戦でも全艦が生還したが、その後のフィリピン防衛戦で急激に消耗し、第二駆逐隊に転出した「朝霜」を除き全滅した。所属した夕雲型駆逐艦は「長波」「巻波」「高波」「大波」「清波」「沖波」「岸波」「朝霜」「浜波」（書類上）の9隻である。
1942年（昭和17年）8月31日：「長波」「巻波」で編成。第二艦隊第二水雷戦隊。
1942年（昭和17年）10月1日：「高波」を編入。
1942年（昭和17年）11月30日：ルンガ沖夜戦で「高波」が戦没、12月24日に除籍。
1943年（昭和18年）1月20日：「大波」を編入。
1943年（昭和18年）2月25日：「清波」を編入。
1943年（昭和18年）7月20日：ベララベラ島沖で「清波」が戦没、10月15日に除籍。
1943年（昭和18年）11月25日：セント・ジョージ岬沖海戦で「巻波」「大波」が戦没、翌年2月10日に除籍。
1944年（昭和19年）2月10日：第十一水雷戦隊より「沖波」「岸波」「朝霜」を編入。
1944年（昭和19年）11月11日：オルモック湾で「長波」が戦没、翌年1月10日に除籍。
1944年（昭和19年）11月13日：マニラ湾空襲で「沖波」が戦没、翌年1月10日に除籍。
1944年（昭和19年）11月15日：「朝霜」が第二駆逐隊に転出。沈没していた「浜波」を書類上編入。
1944年（昭和19年）12月4日：フィリピン沖で「岸波」戦没、翌年1月10日除籍。
1945年（昭和20年）1月10日：解隊。

### 第三十二駆逐隊
舞鶴鎮守府籍の夕雲型で編成される。1943年（昭和18年）1月6日付で解隊した若竹型駆逐艦3隻（編成当初は4隻）からなる先代に続く三代目の第三十二駆逐隊である。従来の駆逐隊とは異なり、練成部隊の第一艦隊第十一水雷戦隊で練成中の駆逐艦で編成された。三十一駆と同じく、第二艦隊第二水雷戦隊に編入され、外南洋や「あ号作戦」・「捷号作戦」、以後のフィリピン防衛線で活動した。編成が大戦後期だったため、当初もくろんだ水雷戦は生起せず、フィリピン防衛線で消耗した。
1943年（昭和18年）8月20日：「涼波」「藤波」「早波」で編成。第一艦隊第十一水雷戦隊。
1943年（昭和18年）9月30日：第二艦隊第二水雷戦隊に転籍。
1943年（昭和18年）10月1日：単艦で二水戦に在籍していた「玉波」を編入。
1943年（昭和18年）11月11日：ラバウル空襲で「涼波」が戦没、翌年1月5日に除籍。
1943年（昭和18年）12月15日：第十一水雷戦隊より「浜波」を編入。
1944年（昭和19年）6月7日：タウイタウイ島沖で「早波」が戦没、8月10日に除籍。
1944年（昭和19年）7月7日：マニラ湾沖で「玉波」が戦没、9月10日に除籍。
1944年（昭和19年）10月27日：レイテ沖海戦で「藤波」が戦没、12月10日除籍。
1944年（昭和19年）11月11日：オルモック湾上陸作戦で「浜波」が戦没、翌年1月10日に除籍。
1944年（昭和19年）11月15日：解隊。書類上在籍していた「浜波」は第三十一駆逐隊に編入された。

### 第二駆逐隊
横須賀鎮守籍の「早霜」「秋霜」「清霜」で編成。1943年（昭和18年）7月1日付で解隊した白露型駆逐艦4隻（村雨、夕立、春雨、五月雨）からなる先代に続く、五代目の第二駆逐隊である。第十一水雷戦隊での練成を終えた駆逐艦で編成された。第二艦隊第二水雷戦隊に編入され、レイテ沖海戦で活動し、以後もフィリピンに残留して防衛戦に挑んだ。オルモック上陸戦（多号作戦）や礼号作戦に参加したが、編成当初の3隻は礼号作戦までにすべて失われ、転入した朝霜を第二十一駆逐隊に譲って解散した。
1944年（昭和19年）8月15日：「早霜」「秋霜」「清霜」で編成。第二艦隊第二水雷戦隊。
1944年（昭和19年）10月27日：レイテ沖海戦で「早霜」が戦没、翌年1月10日に除籍。
1944年（昭和19年）11月13日：マニラ湾空襲で「秋霜」が戦没、翌年1月10日に除籍。
1944年（昭和19年）11月15日：第三十一駆逐隊より「朝霜」を編入。
1944年（昭和19年）12月26日：礼号作戦で清霜が戦没、翌年2月10日に除籍。
1945年（昭和20年）2月10日：解隊。朝霜は第二十一駆逐隊（初霜、時雨）に転出。以後は第二一駆逐隊の項に譲る。